# Neoseiulus marinus
Neoseiulus marinus är en spindeldjursart som först beskrevs av Rainer Willmann 1952.  Neoseiulus marinus ingår i släktet Neoseiulus och familjen Phytoseiidae. Inga underarter finns listade i Catalogue of Life.